# Occult Hymn
Occult Hymn è l'EP che fa seguito al debutto del duo Danger Doom,  The Mouse and the Mask. Contiene sette ed è stato reso disponibile in free download, sul sito della Adult Swim il 30 maggio 2006. Il nome dell'EP fa riferimento ad un verso scritto da Mf Doom per la canzone A.T.H.F. e non a caso rima con [adult swim].

## Tracce
1. "Skit 1" – 1:16
  - Featuring Master Shake degli Aqua Teen Hunger Force.
2. "El Chupa Nibre Remix" – 2:46
  - Featuring personaggi da Squidbillies.
3. "Perfect Hair II" – 2:17
  - Featuring personaggi da Perfect Hair Forever.
4. "Korn Dogz" – 3:00
  - Featuring personaggi da 12 oz. Mouse.
5. "Skit 2" – 3:17
  - Featuring personaggi da Minoriteam.
6. "Sofa King Remix" – 2:50
  - Featuring personaggi da Aqua Teen Hunger Force.
7. "Space Ho's (Madlib Remix)" – 3:50